# Aedes chathamicus
Aedes chathamicus är en tvåvingeart som beskrevs av Lionel Jack Dumbleton 1962. Aedes chathamicus ingår i släktet Aedes och familjen stickmyggor. Inga underarter finns listade i Catalogue of Life.